# Eublemma olivaceagrisea
Eublemma olivaceagrisea är en fjärilsart som beskrevs av Leo Schwingenschuss 1940. Eublemma olivaceagrisea ingår i släktet Eublemma och familjen nattflyn. Inga underarter finns listade i Catalogue of Life.